# Джордан, Грегори Пол
Грегори Пол Джордан (англ. Gregory Paul Jordan; 1858, Калькутта — 4 декабря 1921, Лондон) — британско-индийский врач, педагог и масон армянского происхождения. В его честь названа улица в самом центре современного Гонконга. Сооснователь госпиталя Элис — первой учебной больницы западного типа для китайцев, в которой он оказывал медицинские услуги бесплатно. Проректор Гонконгского университета (1918). Сооснователь Гонконгского медицинского колледжа — первого по западной системе. 

## Биография
Родился в Калькутте в 1858 году. Приходится племянником британско-индийского магната недвижимости Пола Чатера. Джордан окончил Эдинбургский университет в 1880 году со степенью бакалавра медицины и магистра хирургии. Затем он учился в Вене и Париже, прежде чем в 1884 году получил диплом члена Королевского колледжа хирургов.
Получив диплом, Джордан отправился в Британский Гонконг и заключил партнерство с WS Adams, которое в конечном итоге стало Anderson & Partners. Примерно в это же время он стал хирургом Гонконга.